# Xuân Hà
Xuân Hà là một phường thuộc quận Thanh Khê, thành phố Đà Nẵng, Việt Nam.

## Địa lý
Phường Xuân Hà nằm ở phía bắc quận Thanh Khê, có vị trí địa lý:
- Phía đông giáp quận Hải Châu
- Phía tây giáp phường Thanh Khê Đông
- Phía nam giáp phường Chính Gián
- Phía bắc giáp Biển Đông (Vịnh Đà Nẵng).

Phường Xuân Hà có diện tích 1,43 km², dân số năm 2023 là 40.827 người, mật độ dân số đạt 28.550 người/km².

## Lịch sử
Từ thời nhà Đường đến Nhà Ngô, Đinh, Tiền Lê: Xuân Hà thuộc đất Chiêm.
Thời nhà Lý, nhà Trần, Nhà Hồ: được gọi là xứ Thanh Khê thuộc Nam Ô châu,(do khe nước xanh, nay là con sông Phú Lộc chảy ra biển qua địa phận phường Thanh Khê Đông thuộc Quận Thanh Khê Thành phố Đà Nẵng Việt Nam mà có tên địa danh nầy)cũng có sự gằng co qua lại giữa Chiêm và Việt trong thời gian này.
Thời nhà Hậu Lê, có tên: xứ Hà tây thuộc thừa tuyên Quảng Nam.
Thời nhà Nguyễn, được gọi là xã Xuân hà thuộc, rồi phường Thanh khê Tourane.
Từ năm 1954 đến ngày 06 tháng 01 năm 1973, được gọi là khu phố Xuân hà trực thuộc khu Đà Nẵng.
Từ năm 1973 đến ngày 29 tháng 3 năm 1975,thuộc phường Hà tam Xuân trực thuộc thành phố Đà Nẵng.
Từ 1976 đến nay phường Xuân Hà được khai sinh, tách ra từ phường Hà tam Xuân, phần còn lại là phường Tam thuận trực thuộc quận Thanh Khê.
Ngày 24 tháng 10 năm 2024, Ủy ban Thường vụ Quốc hội ban hành Nghị quyết số 1251/NQ-UBTVQH15 về việc sắp xếp đơn vị hành chính cấp huyện, cấp xã của thành phố Đà Nẵng giai đoạn 2023 – 2025 (nghị quyết có hiệu lực từ ngày 1 tháng 1 năm 2025). Theo đó, sáp nhập toàn bộ 0,58 km² diện tích tự nhiên và quy mô dân số là 19.482 người của phường Tam Thuận vào phường Xuân Hà.
Phường Xuân Hà có 1,43 km² diện tích tự nhiên và quy mô dân số là 40.827 người.

## Kinh tế
Đội tàu cá của ngư dân năm 2005 lên đến 160 chiếc từ công suất 60cv đến 200cv, hằng năm xuất khẩu cá tươi, cá đông lạnh, có đỉnh điểm vào năm 2000.

## Văn hóa
Nói chung văn hóa ảnh hưởng nền văn hóa Trung Ấn, nhất là các người vợ Chiêm đã ảnh hưởng rất nhiều đến phong tục tập quán người Việt kể từ Đèo Hải Vân cho đến Cà Mau trong đó có dân Chiêm tồn tại nhiều đời những cái tên: rổ, rá, ghe, thúng, mủng,... Là một vùng chuyên đạo thờ cúng ông bà hằng 700 năm nay sau năm 1471 đến nay. Ngư dân ít được học hành, khai hóa cùng với dân tộc Việt khi có chữ viết Quốc ngữ. Trước đây, Xuân Hà là một vùng đất rất phát triển về đánh bắt thủy hải sản, luôn luôn nhộn nhịp tàu bè ra vô làm cho nơi đây trở thành những làng chài phát triển thời bấy giờ của khu vực Đà Nẵng xưa. Ngày nay là nơi giàu truyền thống văn hóa mà trong đó có hằng trăm thạc sĩ.
Lễ hội truyền thống:
- Lễ hội cầu ngư được tổ chức hằng năn vào tháng giêng âm lịch
- Lễ hội thờ cúng cá ông
- Thờ cúng cô bác đã tử nạn trong các trận bảo biển trước đây.